# Léon Charles Thévenin
Léon Charles Thévenin (Meaux, 30 de marzo de 1857 - París, 21 de septiembre de 1926) fue un ingeniero en telegrafía francés, que extendió el análisis de la Ley de Ohm a los circuitos eléctricos complejos. Su aporte más importante fue el teorema que lleva su nombre.
Thévenin se graduó de la Escuela Politécnica en París en 1876. En 1878 se unió al cuerpo de ingenieros de telégrafo (que subsecuentemente se convirtió en el French PTT). Ahí, inicialmente trabajó en el desarrollo de líneas de telégrafo de larga distancia.
Nombrado maestro inspector en la École Supérieure de Télégraphie en 1882, donde se interesó cada vez más en los problemas de medición eléctrica de circuitos. Como resultado del estudio de la ley de Kirchhoff y la ley de Ohm, desarrolló su famoso teorema, el teorema de Thévenin, el cual hizo posible calcular las corrientes en los circuitos más complejos y permitiendo a la gente reducir circuitos complejos a circuitos más simples llamados circuitos equivalentes Thévenin.
También, después de convertirse en jefe del Bureau des Lignes, encontró tiempo para enseñar otras materias fuera de la École Supérieure, incluyendo un curso de mecánica en el Institut National Agronomique, París. En 1896, fue nombrado Director de La Escuela de Ingeniería de Telégrafo, y después en 1901, Ingeniero en jefe de los talleres de telégrafo. Murió en París.
Fue un talentoso violinista. Otro de sus pasatiempos favoritos fue la pesca. Permaneció soltero pero compartió su casa con una prima viuda de su madre y sus dos hijos, los cuales después adoptó. Thévenin consultó varios reconocidos académicos de la época, y controversialmente surgió la idea de que su teoría no era consistente con los hechos. Poco tiempo antes de su muerte fue visitado por su amigo J.B. Pomey y fue sorprendido al oír que su teoría fue aceptada mundialmente. En 1926 fue llevado a París para tratamiento. Dejó una petición formal diciendo que nadie lo acompañara al cementerio excepto por su familia y que nada fuera puesto en su ataúd más que una rosa de su jardín, así fue como fue enterrado en Meaux. Thévenin es recordado como un modelo de ingeniero y empleado, trabajador duro, de moral escrupulosa, estricto en sus principios y noble de corazón.
- Datos: Q928504
- Multimedia: Léon Charles Thévenin / Q928504